# Michèle Morgan
Michèle Morgan (pseudonimul lui Simone Renée Roussel; n. 29 februarie 1920, Neuilly-sur-Seine, Seine, Franța – d. 20 decembrie 2016, Neuilly-sur-Seine, Île-de-France, Franța) a fost o actriță franceză de film, cu o carieră remarcabilă timp de trei decenii atât în cinematografia franceză, cât și în filmele de la Hollywood. Este considerată a fi una dintre cele mai mari actrițe franceze ale secolului XX. Michèle Morgan a fost prima câștigătoare a Premiului pentru cea mai bună actriță la Festivalul Internațional de Film de la Cannes. În 1992, a primit Premiul César onorific pentru contribuțiile sale la cinematografia franceză.

## Biografie
Simone Renée Roussel s-a născut la Neuilly-sur-Seine, Hauts-de-Seine, o suburbie înstărită a Parisului. A copilărit în Dieppe, Seine-Maritime, Franța.

### Carieră artistică
A plecat de acasă la Paris, la vârsta de 15 ani, hotărâtă să devină actriță. A luat lecții de actorie de la René Simon, în timp ce a făcut figurație în mai multe filme pentru a putea plăti cursurile de actorie. În acea perioadă și-a luat numele de scenă Michèle Morgan. Ea a susținut că nu avea corpul unei „Simone”, iar „Morgan” suna mai à la Hollywood.
Michèle Morgan a fost remarcată pentru prima dată de regizorul Marc Allégret, care i-a oferit un rol major în filmul Gribouille (1937), alături de Raimu. A urmat apoi Le Quai des brumes (1938), regizat de Marcel Carné⁠(d) (1938), în care a jucat alături de Jean Gabin, și Remorques (1940), regizat de Jean Grémillon.
După invazia Franței în 1940 de către germani, Michèle Morgan a plecat în Statele Unite, la Hollywood, unde a fost încheiat un contract cu RKO Pictures, în 1941. Cariera ei la Hollywood nu a fost de mare succes, cu excepția rolurilor din Joan of Paris (1942), alături de Paul Henreid, și Higher and Higher (1943), alături de Frank Sinatra. Ea a fost testată și pentru rolul principal din Casablanca, dar RKO nu a fost de acord cu suma de bani oferită de Warner Bros. Ulterior, Michèle Morgan a filmat însă pentru Warners în Passage to Marseille (1944), cu Humphrey Bogart.
După încheierea războiului, Michèle Morgan s-a întors în Franța, unde și-a reluat rapid cariera în cinematografie cu rolul principal din filmul La Symphonie Pastorale (1946), regizat de Jean Delannoy, rol cu care a câștigat premiul pentru cea mai bună actriță la Festivalul Internațional de Film de la Cannes.
A jucat în continuare roluri principale în filmele: Première Désillusion (The Fallen Idol) în regia lui Carol Reed (1948), Fabiola (1949), Les Orgueilleux (1953), de Yves Allégret, Marile manevre (1955), regizat de René Clair și Marie-Antoinette reine de France (1956). A continuat să joace în filme de-a lungul anilor '60, printre care Lost Command (1966), o ecranizare a romanului Les Centurions de Jean Lartéguy. În anii '70, ea s-a retras practic din cariera de actorie, având doar apariții ocazionale în televiziune și teatru. 
Michèle Morgan a fost pasionată și de pictură, tablourile sale fiind expuse la diferite galerii, iar în perioada 2 martie - 30 aprilie 2009, a avut o expoziție solo, „Artistes en lumière à Paris”, la Espace Cardin din Paris.
În 1977 și-a lansat volumul de memorii intitulat Avec ces yeux-là („Cu acei ochi”).

### Viața personală și decesul
La Hollywood, Michèle Morgan s-a căsătorit cu William Marshall (1917–1994), în 1942, cu care a avut un fiu, Mike Marshall (1944–2005). Au divorțat însă în 1948.
În 1950 s-a căsătorit cu actorul francez Henri Vidal⁠(d) (1919–1959). După decesul acestuia, în 1959, a format un cuplu cu regizorul de film, scriitorul și actorul Gérard Oury până la moartea lui, în 2006. 
Michèle Morgan a murit la 20 decembrie 2016, în vârstă de 96 de ani, la Meudon, Franța, din cauze naturale. Ceremonia religioasă a înmormântării a avut loc pe 23 decembrie 2016 la Église Saint-Pierre din Neuilly-sur-Seine, ea fiind înmormântată la Cimitirul Montparnasse.

## Premii
În 1969, președintele Franței i-a acordat Legiunea de onoare (Légion d'Honneur).
Pentru îndelungatul său serviciu în industria cinematografică franceză, Michèle Morgan a primit un premiu onorific César (1992). De asemenea, în 1996, ea a primit premiul Leul de Aur pentru întreaga sa carieră, la Festivalul de Film de la Veneția.
Pentru contribuțiile sale la industria cinematografică, Michèle Morgan are o stea pe Hollywood Walk of Fame, la 1645 Vine Street, Hollywood.

## Filmografie (selecție)

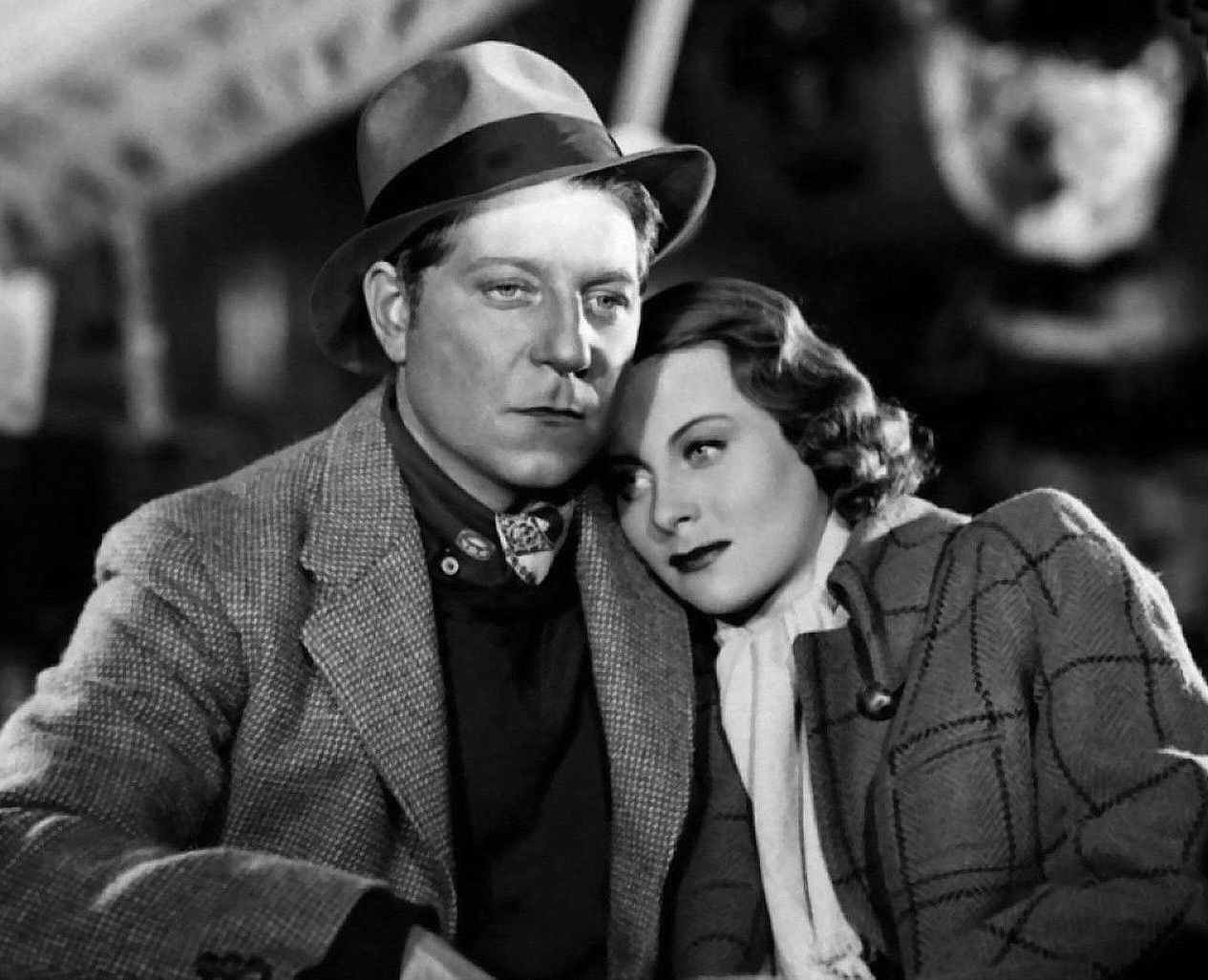
Michèle Morgan în Le Quai des brumes (1938), cu Jean Gabin

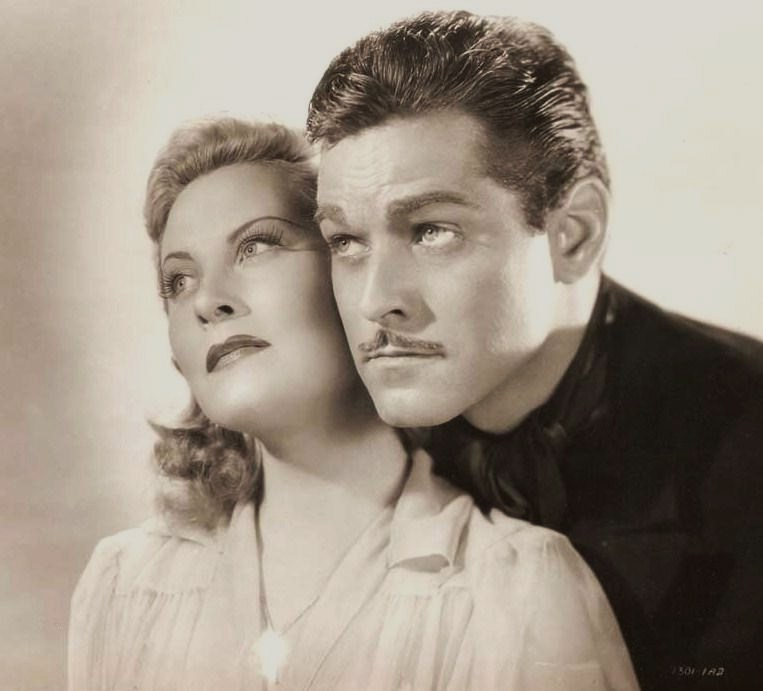
În Two Tickets to London (1943), cu Alan Curtis

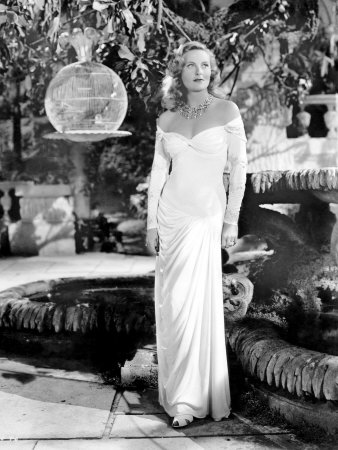
În The Chase (1946)

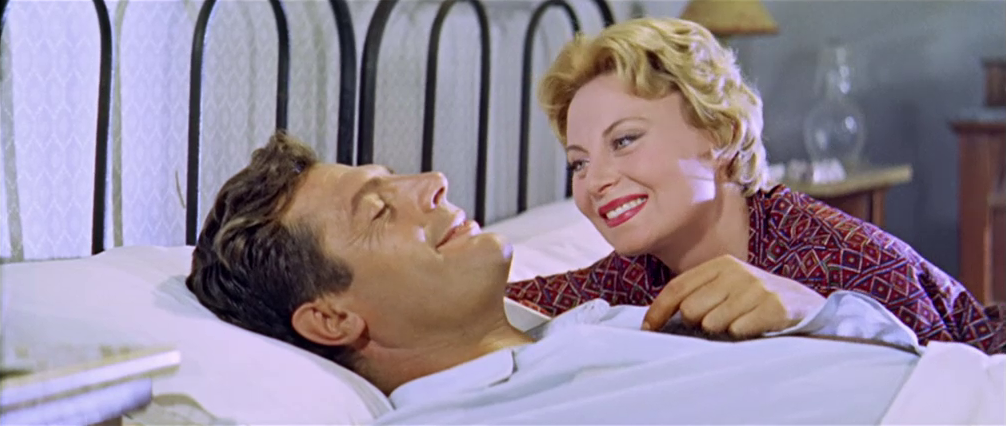
În Racconti d'estate (1958), cu Marcello Mastroianni

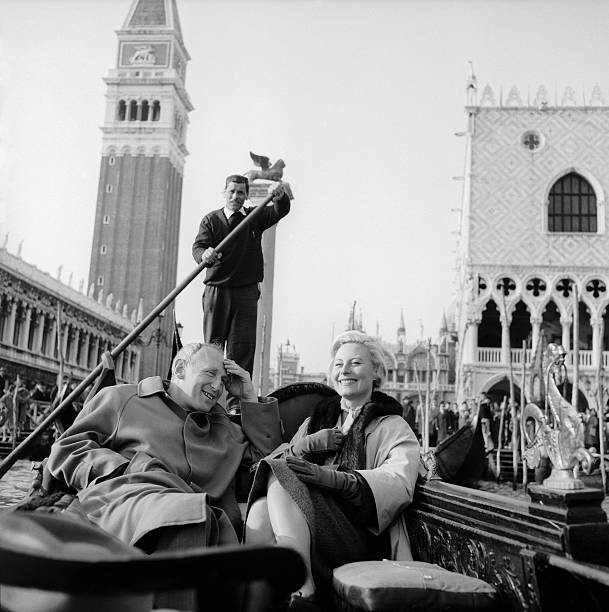
În 'Le Miroir à deux faces (1958), cu Bourvil

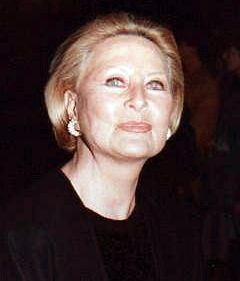
Michèle Morgan la cea de-a 20-a ceremonie a Premiilor César (1995)

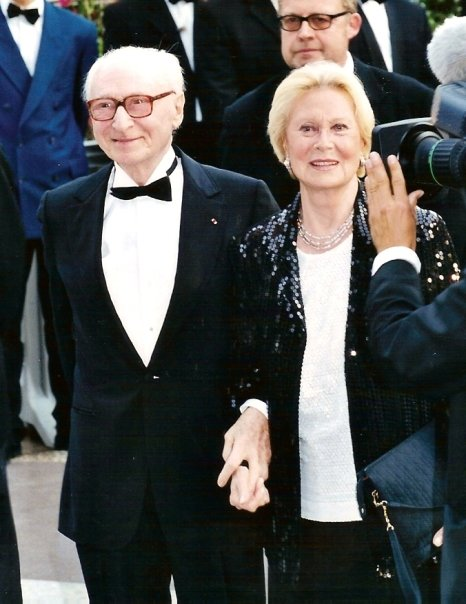
Michèle Morgan și Gérard Oury la Festivalul de la Cannes (2001)

| An   | Titlu                                | Rol                                 | Regizor                                                              | Note                                                |
| ---- | ------------------------------------ | ----------------------------------- | -------------------------------------------------------------------- | --------------------------------------------------- |
| 1935 | Mademoiselle Mozart                  | Dresoarea elefantului alb           | Yvan Noé                                                             | a jucat cu numele de scenă Simone Morgan            |
| 1937 | Gribouille                           | Nathalie Roguin                     | Marc Allégret                                                        | cu Raimu⁠(d)                                         |
| 1938 | Orage                                | Françoise Massart                   | Marc Allégret                                                        | cu Charles Boyer                                    |
| 1938 | Le Quai des brumes                   | Nelly                               | Marcel Carné                                                         | cu Jean Gabin                                       |
| 1938 | L'Entraîneuse                        | Suzy                                | Albert Valentin                                                      | scenarist: Charles Spaak                            |
| 1939 | Le Récif de corail                   | Lilian White                        | Maurice Gleize                                                       | cu Jean Gabin                                       |
| 1939 | Les Musiciens du ciel                | Lieutnant Saulnier                  | Georges Lacombe                                                      | cu Michel Simon                                     |
| 1940 | Remorques                            | Catherine                           | Jean Grémillon                                                       | ecranizare a romanului lui Roger Vercel             |
| 1940 | Untel père et fils                   | Marie Froment-Léonard               | Julien Duvivier                                                      | cu Raimu                                            |
| 1942 | La Loi du nord                       | Jacqueline Bert                     | Jacques Feyder                                                       | ecranizare a romanului lui Maurice Constantin-Weyer |
| 1942 | Joan of Paris                        | Joan                                | Robert Stevenson                                                     | cu Paul Henreid                                     |
| 1943 | Two Tickets to London                | Jeanne                              | Edwin L. Marin                                                       | cu Alan Curtis                                      |
| 1943 | Higher and Higher                    | Millie Pico alias Paméla Drake      | Tim Whelan                                                           | debutul în film al lui Frank Sinatra                |
| 1944 | Passage to Marseille                 | Paula                               | Michael Curtiz                                                       | cu Humphrey Bogart                                  |
| 1946 | The Chase                            | Lorna Roman                         | Arthur Ripley                                                        | cu Robert Cummings                                  |
| 1946 | La Symphonie pastorale               | Gertrude                            | Jean Delannoy                                                        | ecranizare a romanului lui André Gide               |
| 1947 | The Fallen Idol                      | Julie                               | Carol Reed                                                           | cu Ralph Richardson                                 |
| 1948 | Aux yeux du souvenir                 | Claire Magny                        | Jean Delannoy                                                        | cu Jean Marais                                      |
| 1949 | Fabiola                              | Fabiola                             | Alessandro Blasetti                                                  | cu Henri Vidal și Michel Simon                      |
| 1949 | La Belle que voilà                   | Jeanne Morel                        | Jean-Paul Le Chanois                                                 | ecranizare a romanului lui Vicki Baum               |
| 1950 | Le Château de verre                  | Évelyne Lorin-Bertal                | René Clément                                                         | cu Jean Marais                                      |
| 1950 | L'Étrange Madame X                   | Irène Voisin-Larive                 | Jean Grémillon                                                       | cu Henri Vidal⁠(d)                                   |
| 1950 | Maria Chapdelaine                    | Maria Chapdelaine                   | Marc Allégret                                                        | ecranizare a romanului lui Louis Hémon              |
| 1951 | Les Sept Péchés capitaux             | Anne-Marie de Pallières             | Claude Autant-Lara                                                   | episodul L'Orgueil                                  |
| 1952 | Un minut de adevăr                   | Madeleine Richard                   | Jean Delannoy                                                        | cu Jean Gabin                                       |
| 1953 | Les Orgueilleux                      | Nelly                               | Yves Allégret                                                        | cu Gérard Philipe                                   |
| 1954 | Destinées                            | Ioana d'Arc                         | Jean Delannoy                                                        | episodul Jeanne                                     |
| 1954 | Obsession                            | Hélène Giovanni                     | Jean Delannoy                                                        | cu Raf Vallone                                      |
| 1954 | Napoléon                             | Joséphine de Beauharnais            | Sacha Guitry                                                         | cu Raymond Pellegrin                                |
| 1955 | Marile manevre                       | Marie-Louise Rivière                | René Clair                                                           | cu Gérard Philipe                                   |
| 1955 | Marguerite de la nuit                | Marguerite                          | Claude Autant-Lara                                                   | cu Yves Montand                                     |
| 1955 | Marie-Antoinette reine de France     | Maria Antoaneta, regină a Franței   | Jean Delannoy                                                        | cu Richard Todd                                     |
| 1955 | Si Paris nous était conté            | Gabrielle d'Estrées                 | Sacha Guitry                                                         | în rolul amantei lui Henric al IV-lea               |
| 1956 | Oasis                                | Françoise Lignières                 | Yves Allégret                                                        | cu Pierre Brasseur⁠(d)                               |
| 1957 | The Vintage                          | Léonne Morel                        | Jeffrey Hayden                                                       | cu Mel Ferrer                                       |
| 1957 | Retour de manivelle                  | Hélène Fréminger                    | Denys de La Patellière                                               | cu Daniel Gélin și Peter van Eyck                   |
| 1958 | Le Miroir à deux faces               | Marie-Josée Tardivet, Pierre's wife | André Cayatte                                                        | cu Bourvil                                          |
| 1958 | Maxime                               | Jacqueline Monneron                 | Henri Verneuil                                                       | cu Charles Boyer                                    |
| 1958 | Racconti d'estate                    | Micheline                           | Gianni Franciolini                                                   | comedie, cu Alberto Sordi și Marcello Mastroianni   |
| 1959 | Menschen im Hotel                    | Grusinskaja                         | Gottfried Reinhardt                                                  | cu O. W. Fischer                                    |
| 1959 | Vacanze d'inverno                    | Steffa Tardier                      | Camillo Mastrocinque                                                 | cu Georges Marchal                                  |
| 1959 | Les Scélérats                        | Thelma Rooland                      | Robert Hossein                                                       | cu Robert Hossein                                   |
| 1959 | Pourquoi viens-tu si tard?           | Catherine Ferrer                    | Henri Decoin                                                         | cu Henri Vidal                                      |
| 1960 | Fortunat                             | Juliette Valcourt                   | Alex Joffé                                                           | cu Bourvil                                          |
| 1961 | Le Puits aux trois vérités           | Renée Plège                         | François Villiers                                                    | cu Jean-Claude Brialy                               |
| 1961 | Les lions sont lâchés                | Cécile                              | Henri Verneuil                                                       | cu Jean-Claude Brialy                               |
| 1962 | Landru                               | Célestine Buisson                   | Claude Chabrol                                                       | cu Charles Denner                                   |
| 1962 | Rencontres                           | Bella Krastner                      | Philippe Agostini                                                    | cu Gabriele Ferzetti                                |
| 1962 | Le crime ne paie pas                 | Jeanne Hugues                       | Gérard Oury                                                          | în episodul The Hugues Case                         |
| 1963 | Méfiez-vous, mesdames...             | Gisèle Duparc                       | André Hunebelle                                                      | cu Paul Meurisse                                    |
| 1963 | Constance aux enfers                 | Constance                           | François Villiers                                                    | cu Dany Saval                                       |
| 1964 | Les Yeux cernés                      | Florence                            | Robert Hossein                                                       | cu Robert Hossein                                   |
| 1964 | Les Pas perdus                       | Yolande Simonet                     | Jacques Robin                                                        | cu Jean-Louis Trintignant                           |
| 1964 | Il fornaretto di Venezia             | Prințesa Sofia                      | Duccio Tessari                                                       | ecranizare a romanului lui Francesco Dall'Ongaro    |
| 1965 | Dis-moi qui tuer                     | Geneviève Montanet                  | Étienne Périer                                                       | cu Paul Hubschmid                                   |
| 1966 | Lost Command                         | Contesa de Clairfons                | Mark Robson                                                          | cu Anthony Quinn                                    |
| 1968 | Benjamin ou les Mémoires d'un puceau | Contesa Gabrielle de Valandry       | Michel Deville                                                       | cu Michel Piccoli                                   |
| 1975 | Le Chat et la Souris                 | Madame Richard                      | Claude Lelouch                                                       | cu Serge Reggiani                                   |
| 1986 | Le Tiroir secret                     | Colette Dutilleul-Lemarchand        | Édouard Molinaro, Roger Gillioz, Michel Boisrond, Nadine Trintignant | miniserial TV, 6 episoade                           |
| 1990 | Stanno tutti bene                    | Femeia din tren                     | Giuseppe Tornatore                                                   | cu Marcello Mastroianni                             |